# Намаляване при източника
Намаляването при източника е понятие, което се отнася до намаляване на потреблението, особено на нови продукти, чието производство включва замърсяване от различни видове. Намаляването на потреблението има за цел да намали екологичния отпечатък (виж също: Опазване на околната среда) и да спести пари. Намаляването на потреблението е първият приоритет в йерархията на отпадъците.

## Екологични аспекти

### Замърсяване
За производството, дистрибуцията, използването и изхвърлянето на почти всеки продукт има цена на замърсяване на околната среда на едно или друго ниво. Независимо дали става дума за замърсяване на водата с промишлени химикали, замърсяване на въздуха с дим от изгаряне на гориво, замърсяване на морето с отпадъци, изхвърлени в реки и други подобни, на практика няма безобиден продукт, замърсяване или екологичен отпечатък.

### Консумация на вода
Производството на много продукти изисква много използване на вода. Например, ако знаем количеството вода, необходимо за напояване на царевица (използвана като храна за добитък) до зреенето ѝ, можем да изчислим колко вода е необходима за производството на килограм царевица. Оттук можем да изчислим колко вода е необходима за производството на килограм говеждо месо. По подобно изчисление могат да бъдат изчислени количествата вода на различни продукти, като например стомана (234 литра вода на килограм) дрехи (6813 литра памук за отглеждане на памук за дънки) и т.н.